# Distrito de Chaglla
El distrito de Chaglla es uno de los cuatro que conforman la provincia de Pachitea, ubicada en el departamento de Huánuco en el Perú.
Desde el punto de vista jerárquico de la Iglesia católica forma parte de la Diócesis de Huánuco, sufragánea de la Arquidiócesis de Huancayo.

## Historia

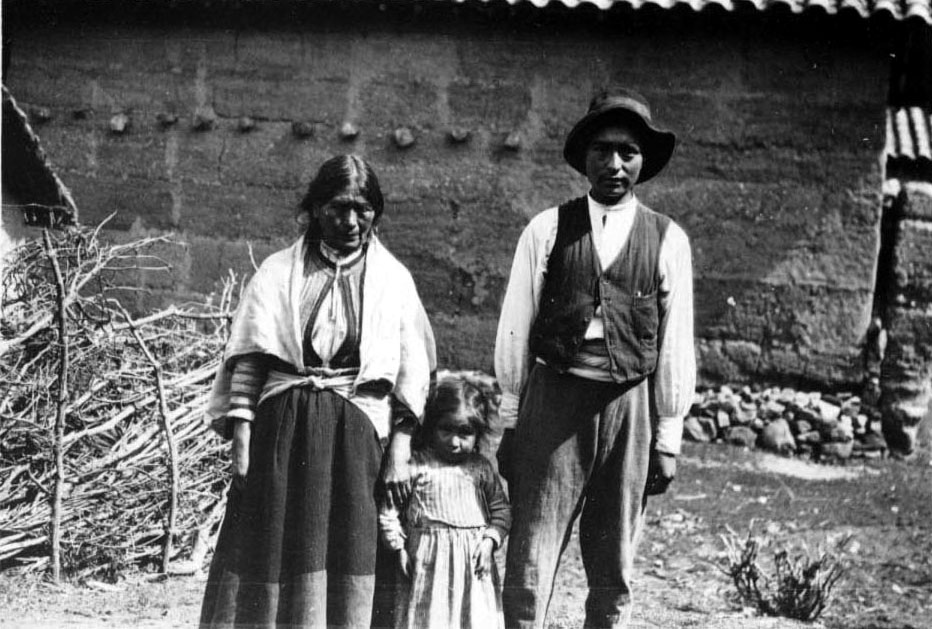
Alcalde de Chaglla en 1923 (de apellido Lino y nombre Gilberto) y familia viscayo

El distrito fue creado mediante Ley N.º 2889 del 29 de noviembre de 1918, en el gobierno del Presidente José Pardo y Barreda.

## Geografía
Es el distrito más importante después de la capital provincial, Panao, por su gran producción de papas cuyo rendimiento llega a las 50 toneladas métricas por hectárea. Además es pujante económicamente por su ubicación de "puerta de entrada" hacia las ciudades de Pozuzo y Puerto Inca. Posee un inmenso potencial energético debido a que el río Huallaga desciende rápidamente por su escarpado relieve.

## División administrativa
En el distrito hay 23 centros poblados, de los cuales 1 es urbano y los 22 restantes, rurales.

### Centros urbanos
- Chaglla (2604 hab.)

- Chunatahua (332 hab.)
- San Miguel (155 hab.)
- Chinchavito (460. hab)
- Puerto Guadalupe (266 hab.)
- Santa Rita Baja (364 hab.)
- Santa Rita Alta (274 hab.)
- Santa Rita Sur (222 hab.)
- Pampamarca (874 hab.)
- Miraflores (243 hab.)
- Andahuaylas (178 hab.)
- Pasto (186 hab.)
- Palmamonte (166 hab.)
- Chinchopampa (198 hab.)
- Chihuanhuay (161 hab.)
- Agua Blanca (175 hab.)
- Illatingo (210 hab.)
- San Cristóbal de Naunán (156 hab.)
- Quishuar (161 hab.)
- piñayog (110 hab)
- Yanano (252 hab.)
- Montevideo (319 hab.)
- huacachi (800 hab.)
- Santa Rosa Alta (238 hab.)
- Tambo de Vacas (Aprox. 150 hab.)
- Rinconada (Aprox. 120 hab.)
- Muña (Aprox. 200 hab.)
- Rumichaka
- Tomayrica
- San José

### Población dispersa
Las personas que habitan en comunidades de menos de 211 personas suman 3542.

## Autoridades

### Municipales
- 2019 - 2022[3]
  - Alcaldesa: Alejandro Carbajal Duran, CAMBIEMOS POR HUANUCO (CH).
  - Regidores: Gladis Ambicho Diego (AP), Eguel Reydo Abad Nolasco (AP), Jisela Ramírez Mendoza (AP), Wilson Ventura Evaristo (AP), Stiliano Abad Gómez (RN).[4][5]

### Policiales
- Se cuenta con una PAR - Puesto de Auxilio Rápido de la PNP.

### Religiosas
- Diócesis de Huánuco[6]
  - Obispo: Mons. Jaime Rodríguez Salazar, MCCJ.

## Festividades
- Fiesta de San Juan. Semana Santa, san Miguel arcángel patrón de Chaglla